# 西本朱希
西本 朱希（にしもと あき、1967年1月1日 - ）は、東京都出身の女子ボディビルダー。スポーツ指導者。
もともとは空手で活躍するが稽古中に膝靭帯、半月板を痛め、度重なる手術の末、空手を断念。
空手で鍛えた体をいかしてボディビルへ転向。1998年アジア女子ボディビル選手権５８ｋｇ以下級優勝、日本ボディビル連盟（JBBF）の日本選手権で2004年から6連覇を達成するなど、日本を代表する選手の一人となる。
プロテインなどのサプリメントに極力頼ることなく自然な食事で体を作っていることでも知られており、自身の経験に基づいた食事やトレーニングについてのセミナー等も行っている。ペットはイグアナのマカ。

## 戦績
- 1998年 – アジア女子ボディービルディング選手権大会 - ヘビー級優勝
- 1999年 – 女子日本ボディビル選手権（JBBF主催） - 優勝
- 2004年～2009年 – 女子日本ボディビル選手権（JBBF主催） - 6年連続優勝

## 書籍
- 女性のための50歳からの筋トレ入門（2025年2月19日発売、かんき出版、ISBN 978-4761277918）